# 广德寺 (遂宁)
广德寺，原名石佛寺，位于四川省遂宁市城西三里许的卧龙山首处，1996年9月16日公佈為四川省第四批省級文物保護單位，2006年5月25日列為第六批全國重點文物保護單位。
寺始建于唐朝年间，原名石佛寺。大历二年更名为“保唐寺”。大历十三年敕名“禅林寺”，德宗建中初年敕名“善济寺”。昭宗天复三年敕名“再兴禅林寺”，北宋真宗祥符四年敕名“广利禅寺”。明武宗正德年间敕赐“广德寺”。至今已1200余年。

## 主要建筑
- 观音五宝广场
- 明代圣旨坊
- 善济塔
- 九龙碑
- 缅甸玉佛